# Demokratyczna Partia Singapuru
Demokratyczna Partia Singapuru (SDP, chiń. 新加坡民主党, ang. Singapore Democratic Party) – partia polityczna działająca w Singapurze powstała w 1980 roku. W wyborach parlamentarnych w 2006 roku Demokratyczna Partia Singapuru wraz z partiami opozycyjnymi Partią Robotniczą i Demokratycznym Sojuszem Singapuru wysunęły łącznie 47 kandydatów (spośród 84), oddając część mandatów Partii Akcji Ludowej.